# بويديغان (كرس أسامر)
بويديغان هو دُوَّار يقع بجماعة غرس تعلالين، إقليم ميدلت، جهة درعة تافيلالت في المملكة المغربية. ينتمي الدوّار لمشيخة كرس أسامر التي تضم 17 دوار. يقدر عدد سكانه بـ 471 نسمة حسب الإحصاء الرسمي للسكان والسكنى لسنة 2004.

## روابط خارجية
- البوابة الوطنية للجماعات الترابية نسخة محفوظة 12 مارس 2018 على موقع واي باك مشين.
- المندوبية السامية للتخطيط